# Gottfried Wizigerreuter
Gottfried Wizigerreuter (* 6. August 1797 in Schöntal; † 27. Dezember 1862 in Ehingen (Donau)) war ein deutscher Jurist und Politiker.

## Leben
Wizigerreuter studierte Rechtswissenschaften in Tübingen. Während seines Studiums wurde er 1819 Mitglied der Alten Tübinger Burschenschaft Germania/Burschenverein Tübingen. Nach seinem Studium war er ab 1825 zunächst in Ehingen als Stiftsverwalter tätig, wurde 1828 Stadtschultheiß und ab 1844 zugleich Oberamtspfleger. Von 1844 bis 1848 war er für Ehingen Abgeordneter der Württembergischen Landstände.